# اوشري غيتا
اوشري غيتا (بالعبرية: אושרי גיטא‏) هو لاعب كرة قدم إسرائيلي في مركز الهجوم، ولد في 2 يوليو 1985 في طيرة الكرمل في إسرائيل. لعب مع مكابي أخاء الناصرة ومكابي حيفا ونادي هبوعيل نوف هجليل وهبوعيل حيفا.